# Lisa De Vanna
Lisa Maria De Vanna (Fremantle, 14 de novembro de 1984) é uma futebolista profissional australiana que atua como atacante. Atualmente, joga pelo North Shore Mariners.

## Carreira
De Vanna é atual capitã seu seu país, fará parte do elenco da Seleção Australiana de Futebol Feminino, nas Olimpíadas de 2016. 